# Faris Hamdan
Faris Hamdan (hebr.: פארס חמדאן, arab. فارس حمدان ang.: Faras Hamdan, ur. 1910 w Baka al-Gharbijje, zm. 29 listopada 1966) – izraelski polityk, Arab, w latach 1951–1959 poseł do Knesetu z listy Rolnictwa i Rozwoju.
W wyborach parlamentarnych w 1951 po raz pierwszy dostał się do izraelskiego parlamentu jako jedyny przedstawiciel Rolnictwa i Rozwoju. Zasiadał w Knesetach II, III, IV, V i VI kadencji.